# Guns N’ Roses (EP)
Guns N’ Roses (EP) – drugi minialbum Guns N’ Roses, wydany wyłącznie na rynek japoński. Na okładce widnieje napis Guns N’ Roses, płyta jest z tego powodu często tak nazywana. Album znany jest także pod nazwą Live from the Jungle,. Druga nazwa nawiązuje do piosenki „Welcome to the Jungle”, mimo to nie występuje ona na minialbumie. Album dostępny był na płytach gramofonowych, kasetach oraz CD.
Utwory #1, #4, oraz #5 zostały zarejestrowane podczas koncertu który odbył się 28 czerwca 1987 w londyńskim Marquee Club. Piosenki #2 oraz #3 to studyjne nagrania z dogranymi odgłosami publiczności. Utwór #6 pochodzi z albumu Appetite for Destruction. Okładka albumu zawiera motyw, który pojawił się na odrzuconej wersji okładki z debiutanckiej płyty grupy.

## Lista utworów
1. „It’s So Easy”
2. „Shadow of Your Love”
3. „Move to the City”
4. „Knockin’ on Heaven’s  Door”
5. „Whole Lotta Rosie”
6. „Sweet Child O’ Mine”

## Twórcy
- Axl Rose – wokal prowadzący
- Slash – gitara prowadząca
- Izzy Stradlin – gitara rytmiczna, wokal wspierający
- Duff McKagan – gitara basowa, wokal wspierający
- Steven Adler – perkusja